# George Meeker
George Meeker, född 5 mars 1904 i Brooklyn, New York, död 19 augusti 1984 i Carpinteria, Kalifornien, var en amerikansk skådespelare. Meeker, som medverkade i över 180 filmer, sågs främst i roller som småkriminell eller allmänt ofördelaktiga figurer. Under 1920-talet medverkade han även i produktioner på Broadway.
Han har tilldelats en stjärna för filminsatser på Hollywood Walk of Fame.

## Filmografi, urval
- 1928 – Fyra söner
- 1932 – Kärlekens bakgata
- 1933 – En enda natt
- 1934 – Den rikaste flickan i världen
- 1934 – Han, hon och hästen
- 1935 – Vägen till hans hjärta (ej krediterad)
- 1936 – En gentleman kommer till stan (ej krediterad)
- 1937 – Som en tjuv om natten
- 1937 – Stella Dallas (ej krediterad)
- 1939 – Då lagen var maktlös
- 1939 – Borta med vinden (ej krediterad)
- 1939 – Jag svär vid mina ögon (ej krediterad)
- 1941 – Kärlekstokig
- 1941 – Sierra
- 1942 – Stormfåglar
- 1942 – Casablanca (ej krediterad)
- 1942 – Yankee Doodle Dandy (ej krediterad)
- 1942 – Än lever Adam (ej krediterad)
- 1943 – Möte vid Ox-oket (ej krediterad)
- 1945 – Blonde Ransom
- 1947 – Två glada sjömän i Rio